# Palaina rubella
Palaina rubella es una especie de gastrópodo terrestre de la familia Diplommatinidae.
Es endémica de Palaos.

## Estado de conservación
Se encuentra amenazada por la pérdida de su hábitat natural.